# Eupelmus monas
Eupelmus monas är en stekelart som beskrevs av Perkins 1910. Eupelmus monas ingår i släktet Eupelmus och familjen hoppglanssteklar. Inga underarter finns listade i Catalogue of Life.